# Medalla OTAN
La Medalla OTAN es una recompensa militar internacional que se otorga a miembros de diversos ejércitos del mundo por la Organización del Tratado del Atlántico Norte.
Aunque existen seis variantes, Former Yugoslavia (desde 1992), Kosovo (1998), Macedonia (2001), Article 5 (2001), Non article 5 (2003) y Meritorious (2003), tras una reciente regulación, las únicas medallas de la OTAN que se conceden actualmente son la Article 5, Non Article 5, y Meritorius. Las dos primeras son por haber servido al menos 30 días en misiones de la OTAN (Article 5 se refiere a misiones en las que un país miembro de la OTAN ha sido atacado y por ello invoca el artículo 5 del Tratado de la OTAN solicitando apoyo defensivo, mientras que Non article 5 se refiere a misiones en las que no ha sido atacado directamente un estado miembro de la OTAN, como por ejemplo la actual misión de la OTAN en Afganistán, ISAF). La Meritorius se concede únicamente por méritos extraordinarios.
En España la resolución de su concesión se publica en el Boletín Oficial del Ministerio de Defensa con el texto "En cumplimiento de lo establecido en el apartado quinto de la Orden ministerial 160/1995, de 11 de diciembre, y a los efectos previstos en el mismo, a continuación se relaciona el personal al que el Secretario General de la Organización del Tratado del Atlántico Norte ha concedido la Medalla OTAN".

## Descripción de la medalla
Es circular, de color oro viejo para las article 5 y non article 5 y de color plata para la meritorius. En el anverso presenta la estrella de la OTAN, entre una corona de ramas de olivo. En el reverso lleva el nombre de la organización en inglés y francés NORTH ATLANTIC TREATY ORGANIZATION en la parte superior y ORGANISATION DU TRAITÉ DE L'ATLANTIQUE NORD en la inferior. En el centro lleva las inscripciones en inglés y francés IN SERVICE OF PEACE AND FREEDOM y AU SERVICE DE LA PAIX ET DE LA LIBERTÉ, separadas por una rama de hojas de laurel.
La cinta es de color azul OTAN con dos franjas blancas verticales. Dentro de las franjas blanca verticales hay una línea, dorada para las Article 5 y plateada para las Non Article 5. Las Meritorius presentan ambas dos líneas, dorada y plateada, en cada franja vertical.

Cinta de Medalla "Operaciones No-Artículo 5"
Cinta de Medalla "Operaciones Artículo 5"
Cinta de la Medalla "Meritorius"